# 17 mai 1959

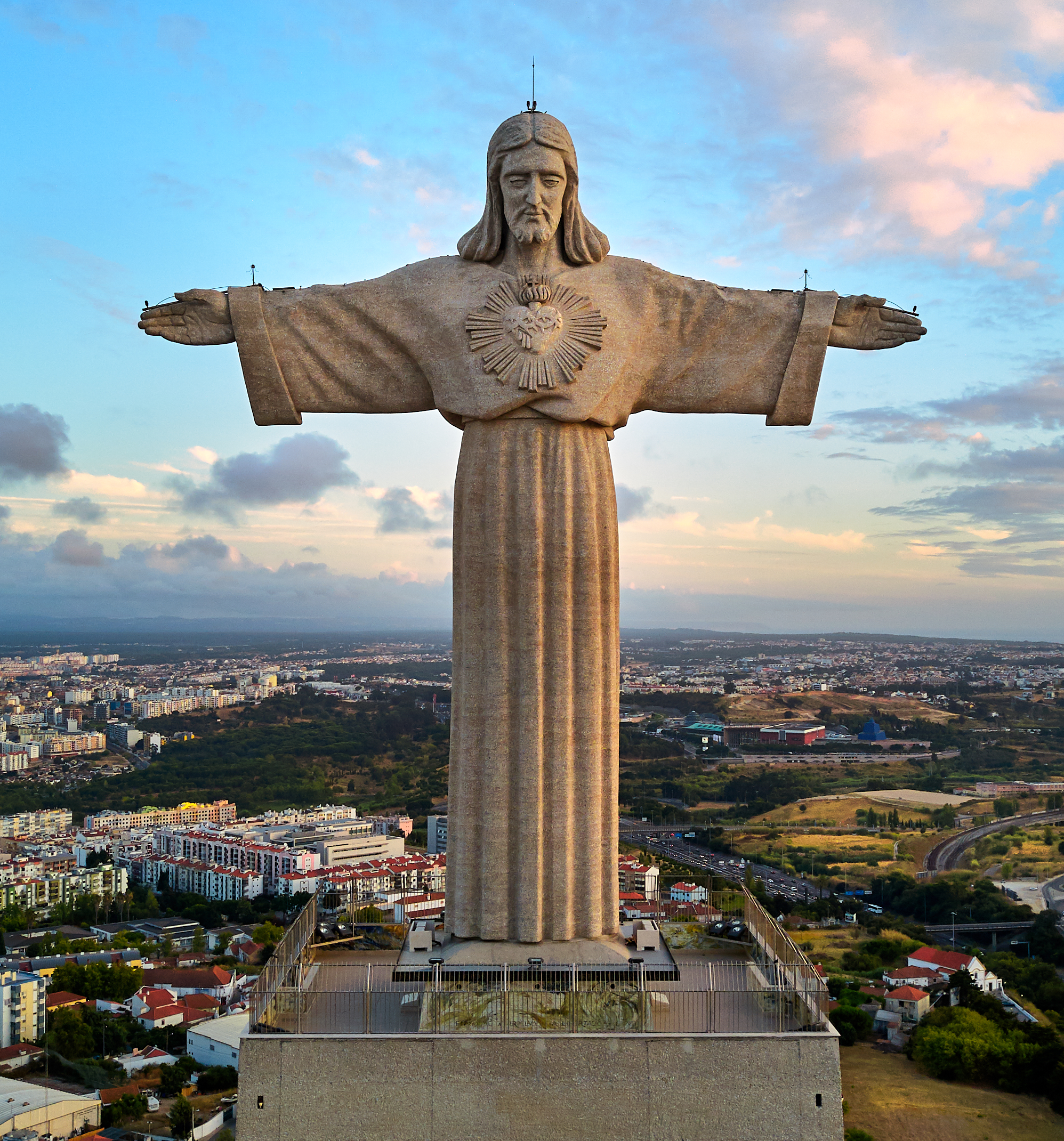
Sanctuaire du Christ-Roi d'Almada près de Lisbonne

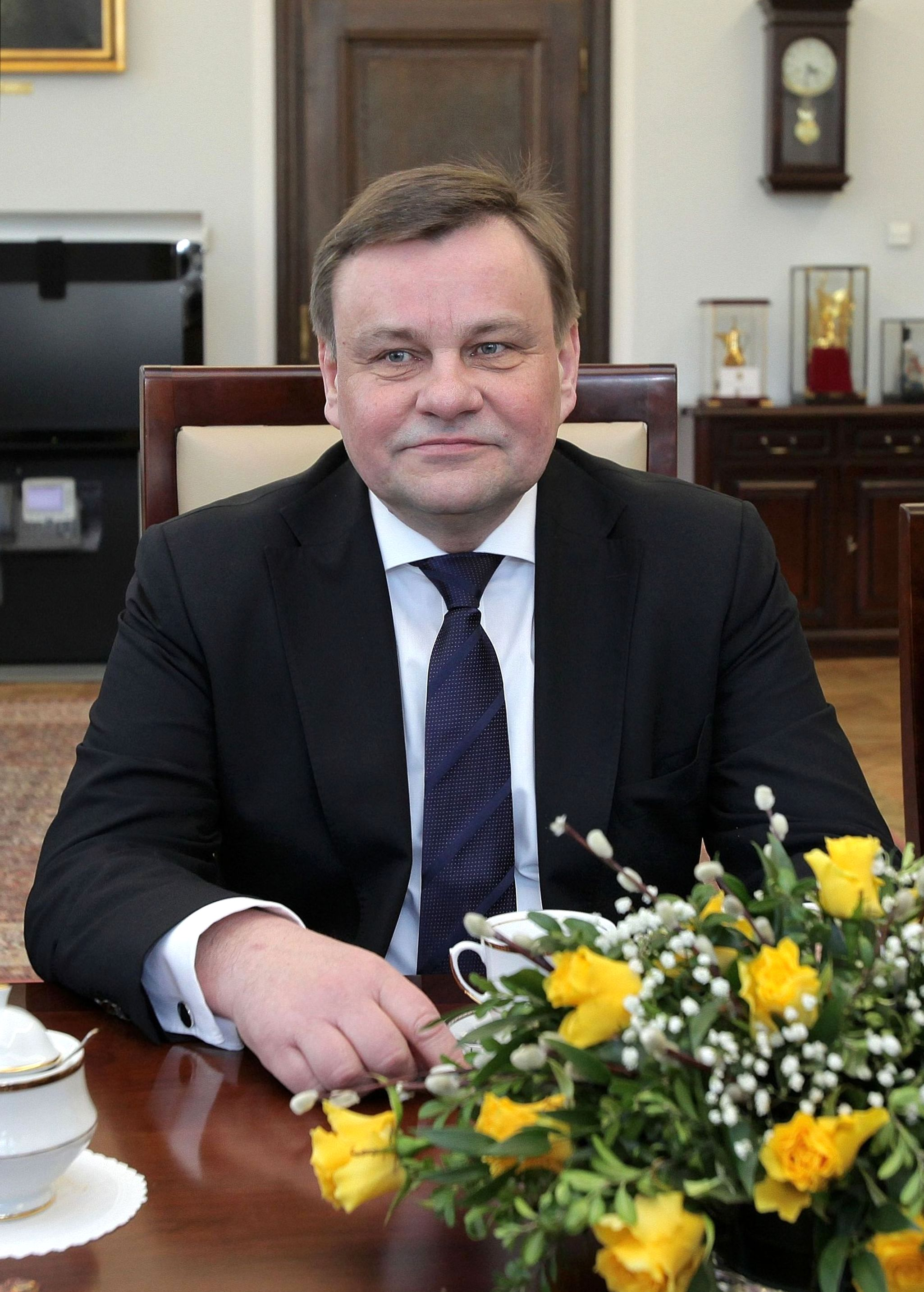
Vydas Gedvilas, président du parlement lituanien

Le dimanche 17 mai 1959 est le 137e jour de l'année 1959.

## Événements

### Histoire
- Élections régionales de 1959 en Vallée d'Aoste
- Inauguration du Sanctuaire du Christ-Roi d'Almada, immense statue du Christ située dans la municipalité d'Almada au Portugal, face à la ville de Lisbonne près à l'embouchure du Tage.
- La Chine communiste rompt la trêve du détroit de Formose en bombardant les îles Matsu.
- Fidel Castro proclame la première réforme agraire à Cuba (es). Elle interdit la grande propriété et aux étrangers de posséder des terres à Cuba, ce qui nuit aux intérêts nord-américains, notamment aux grandes compagnies qui exploitent la canne à sucre. Plus de 400 000 ha de terre sont confisqués à trois entreprises américaines, dont la United Fruit Company. Les critiques se font pressantes aux États-Unis, relayées à Cuba par le président Manuel Urrutia Lleó. La réponse de Castro aux accusations de dérive communiste engage le pays dans une voie autoritaire.

### Sport
- Finale de la Coupe de France de rugby à XIII 1958-1959, où le XIII catalan l’emporte sur Avignon.

## Naissances
- Vydas Gedvilas, homme politique lituanien
- Marcelo Loffreda, joueur et entraîneur de rugby à XV argentin
- Jim Nantz (en), présentateur sportif américain pour CBS Sports
- Antony Reid, pilote automobile britannique
- José Joaquín Ripoll, homme politique espagnol
- Armand Schultz, acteur américain
- Samuth Sithnaruepol, boxeur thaïlandais
- Patrick Wateau, poète français

## Décès
- George Albert Smith (né le 4 janvier 1864), réalisateur, producteur, directeur de la photographie, scénariste et acteur britannique
- Jerry Unser (né le 15 novembre 1932), pilote automobile américain mort en course à Indianapolis
- Stanko Karaman (né le 8 décembre 1889), biologiste et zoologiste yougoslave.